# Outlaw King
Outlaw King (englisch für „Geächteter König“) ist ein britischer Historien- und Actionfilm von David Mackenzie, der am 6. September 2018 im Rahmen des Toronto International Film Festivals seine Premiere feierte und am 9. November 2018 in das Angebot von Netflix aufgenommen wurde. Die Filmbiografie erzählt die wahre David-gegen-Goliath-Geschichte, die sich zu Beginn des 14. Jahrhunderts in Schottland zugetragen hatte, in deren Verlauf sich der Outlaw King Robert I., besser bekannt als Robert the Bruce, gemeinsam mit seinen Gefolgsleuten gegen die viel besser ausgerüstete englische Armee stellte.

## Handlung
Robert the Bruce ist mehr Krieger als Staatsmann. Seinen Männern und seinem Land gegenüber ist er äußerst loyal, im Kampf gegen seine Gegner aber ebenso erbittert. Er und seine Kameraden widersetzen sich den Versuchen Englands, sie zu regieren. Robert wird zum König von Schottland gekrönt, was Englands Zorn entfesselt. Nach einem Überraschungsangriff wird der stolze König ins Exil gezwungen und vom englischen König zum Gesetzlosen erklärt. Mit seinen strategischen und kriegerischen Fähigkeiten versucht Robert, sein Volk und seine Nation zurückzugewinnen.

## Historischer und biografischer Hintergrund
Robert I., im modernen Englisch besser bekannt als Robert Bruce oder auch Robert the Bruce, war von 1306 bis zu seinem Tode 1329 König von Schottland und führte während der Schottischen Unabhängigkeitskriege seine Landsleute gegen die englischen Besatzer an. Robert begründete seinen Anspruch auf den schottischen Thron damit, ein Ururururenkel König Davids I. zu sein.

## Produktion

### Stab, Besetzung und Dreharbeiten

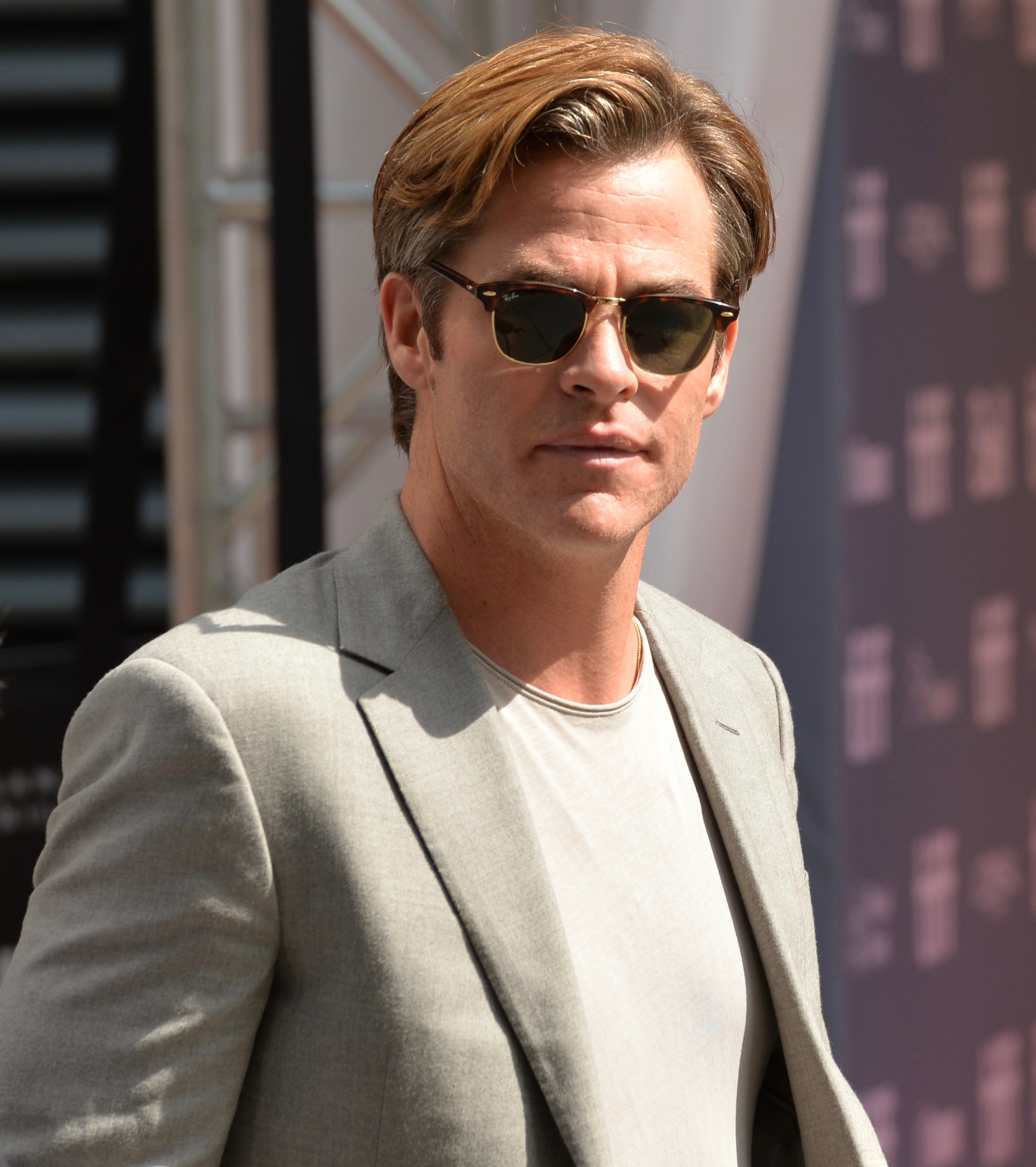
Chris Pine, hier bei der Premiere des Films in Toronto, übernahm die Rolle von Robert the Bruce

Der Film wurde von Netflix produziert. Regie führt der aus Schottland stammende David Mackenzie, der auch das Drehbuch schrieb.
Chris Pine übernahm die Hauptrolle des geächteten schottischen Königs Robert the Bruce, der im Film eine Armee anführt, um Schottland von den englischen Besatzern zu befreien. Anfänglich hätte Ben Foster den schottischen Ritter James Douglas spielen sollen;, er wurde dann aber von Aaron Taylor-Johnson gespielt. Vor Beginn der Dreharbeiten wurden männliche Statisten mit „guten Bärten“ gesucht, die ihre Haare vor dem Casting nicht stutzen sollten.
Die Dreharbeiten begannen am 21. August 2017 in Schottland. Zu den Drehorten zählten der Linlithgow Palace, eine heutige Schlossruine in der schottischen Stadt Linlithgow etwa 25 Kilometer westlich von Edinburgh, die zu Beginn des 14. Jahrhunderts in die Hand der Schotten fiel, und die nahe gelegene St. Michael’s Church, wo man Ende August bis Anfang September 2017 drehte. Anfang Oktober 2017 folgten Aufnahmen rund um Glasgow Cathedral. Kameramann war Barry Ackroyd. Für das Szenenbild war der Oscar-Preisträger Donald Graham Burt verantwortlich. Die Kostüme wurden von Jane Petrie entworfen.

### Veröffentlichung und Filmmusik
Der Film eröffnete am 6. September 2018 das Toronto International Film Festival und feierte hier seine Weltpremiere. Wenige Tage nach der Premiere des Films gab der Regisseur bekannt, dass der Film 20 Minuten kürzer geschnitten wurde. Am 9. November 2018 wurde der Film in das Angebot von Netflix aufgenommen.
Die Filmmusik komponierte Grey Dogs. Mitte November 2018 veröffentlichte Milan Records eine Single mit dem Soundtrack zum Film. Diese umfasst insgesamt drei Musikstücke und enthält auch den Song Land O The Leal, der Ende des 17. Jahrhunderts von Lady Caroline Nairne geschrieben und für den Film von Dogs gemeinsam mit Kathryn Joseph arrangiert wurde. Das komplette Soundtrack-Album mit insgesamt 20 Musikstücken wurde Mitte Juni 2020 von Rock Action Records als Download veröffentlicht.

## Rezeption

### Kritiken

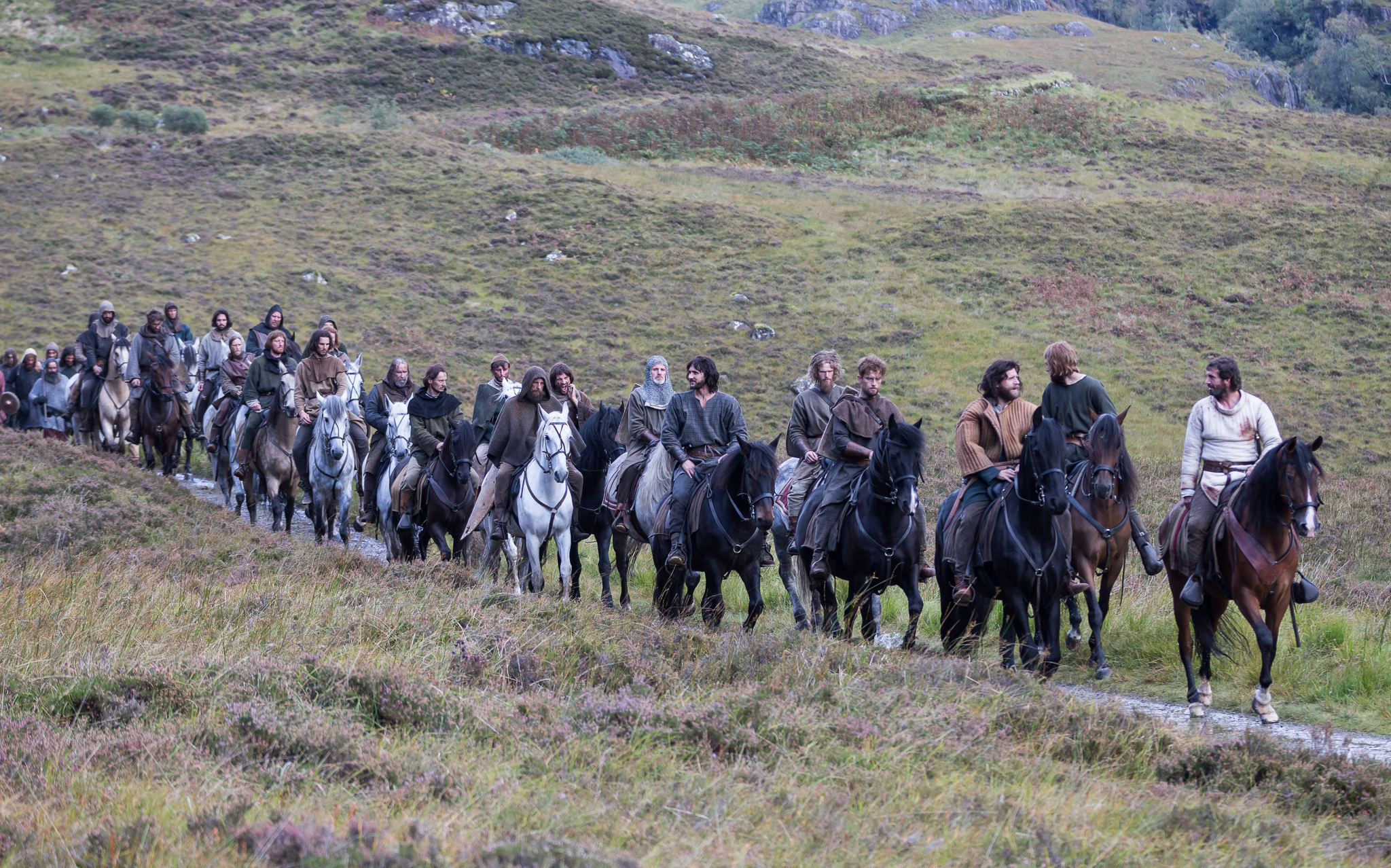
Aufnahme während der Dreharbeiten

Insgesamt stieß der Film bei den Kritikern auf geteiltes Echo.
Robin Mahler vom Nachrichtenportal Nau erklärt, Outlaw King sei sichtbar aufwändig gefilmt und Dank breit eingefangener Landschaftsaufnahmen werde gute Werbung für einen Urlaub ins schottische Hochgebirge betrieben. Allerdings werde die interessante Geschichte der verfeindeten Parteien durch eine mangelhafte Charakterzeichnung und banale Dialoge ausgebremst, so Mahler.

### Auszeichnungen
BAFTA Scotland Awards 2019
- Nominierung als Beste Schauspielerin (Florence Pugh)[15]

Visual Effects Society Awards 2019
- Nominierung in der Kategorie Visuelle Effekte als Unterstützung in einem fotorealistischen Spielfilm[16]